# Shehy
Le Shehy (Cnoic na Síofra in gaelico, che significa Colline dei nascondigli degli animali) sono una catena di basse montagne situate tra lungo il confine tra le contee di Cork e Kerry in Irlanda.

## Geografia e geologia
La cima più alta (non solo della catena ma anche della contea di Cork), è il Knockboy (in gaelico Cnoc Buí, " Collina gialla") alto 706 m, mentre le altre cime si aggirano tra i 500 e i 600 m di altitudine. Il fiume Lee, ha le sorgenti presso Coomroe, una piccola vallata che si trova nella parte orientale della catena, da cui prosegue a est, fino a sfociare nel Porto di Cork, un ampio estuario che funge pure da porto naturale. La roccia delle montagne è costituita più che altro arena rossa, depositatasi nel periodo geologico del Devoniano. Durante l'era glaciale le montagne presero la forma attuale. Inoltre, proprio l'erosione dei ghiacciai ha comportato sia l'attuale altitudine, sia la conformazioni delle vallate che interessano la catena. In seguito al loro ritiro, i ghiacciai hanno lasciato un numero altissimo di laghi, situati sia sulla sommità dei monti, sia nelle valli.

## Flora
Le Shehy sono prevalentemente ricoperte di torbiere, ampi prati e piccole conifere. Tra le piante più diffuse nella zona si annoverano: la pinguicula, la drosera, la calluna vulgaris e il mirtillo nero.

## Fauna
Seppure la maggior parte delle specie animali coincidano con quelle che si trovano pure nelle pianure, alcune sono più comuni proprio in queste zone e sono la lepre bianca irlandese e, tra gli uccelli, la Saxicola rubicola e il Corvus corax.